# Huainanzi
Il Huainanzi (淮南子S), noto anche come Libro del maestro di Huainan, è un'opera filosofica e enciclopedica cinese risalente al II secolo a.C. Composta da 21 capitoli, fu compilata sotto la direzione del principe Liu An (179-122 a.C.), signore di Huainan e nipote del fondatore della dinastia Han . L'opera rappresenta una sintesi di vari sistemi di pensiero, tra cui il taoismo, il confucianesimo, la scuola della Legge (Fajia), e la cosmologia dello yin-yang e delle cinque fasi (wu xing) .
Il Huainanzi continua a essere studiato come una delle opere più importanti della filosofia cinese, sia per la sua ambizione enciclopedica sia per la sua capacità di integrare idee diverse in una visione cosmologica e politica coerente .

## Contesto storico
Il Huainanzi fu redatto da un gruppo di eruditi alla corte di Liu An, durante il periodo della dinastia Han occidentale (206 a.C. - 8 d.C.). 
Secondo le fonti storiche, l'opera fu presentata nel 139 a.C. all'imperatore Wu di Han come tributo politico e intellettuale, inteso a glorificare la virtù e la saggezza di Liu An . Originariamente conosciuto come Huainan Honglie (淮南鴻烈, "La grande illuminazione di Huainan"), il testo è giunto a noi come Huainanzi solo in epoca successiva, durante il periodo Sui (581-618) .

## Struttura dell'opera
Il testo originale era suddiviso in tre sezioni principali:
- 21 capitoli interni (neipian, 內篇), che rappresentano la parte superstite e costituiscono il nucleo dell'opera [2]).
- 33 capitoli esterni (waipian, 外篇) e 8 capitoli centrali (zhongpian, 中篇), contenenti informazioni su arti magiche e altri temi, ora perduti [2].

La versione attuale del Huainanzi è composta esclusivamente dai 21 capitoli interni:
- I: Yuándào Xùn 原道訓 (La ricerca della Via)
- II: Chùzhēn Xùn 俶真訓 (L'inizio della realtà)
- III: Tiānwén Xùn 天文訓 (Modelli celesti)
- IV: Zuìxíng Xùn 墬形訓 (Forme terrestri)
- V: Shízé Xùn 時則訓 (Regole stagionali)
- VI: Lǎnmíng Xùn 覽冥訓 (Scrutando l'oscurità)
- VII: Jīngshén Xùn 精神訓 (Lo spirito essenziale)
- VIII: Běnjīng Xùn 本經訓 (La norma fondamentale)
- IX: Zhǔshù Xùn 主術訓 (L'arte del sovrano)
- X: Móuchēng Xùn 繆稱訓 (Le interpretazioni erronee)
- XI: Qísú Xùn 齊俗訓 (Eguagliando le convenzioni)
- XII: Dàoyìng Xùn 道應訓 (Risposte della Via)
- XIII: Fànlùn Xùn 氾論訓 (Teorie estensive)
- XIV: Quányán Xùn 詮言訓 (Discorso esplicativo)
- XV: Bīnglüè Xùn 兵略訓 (Strategia militare)
- XVI: Shuōshān Xùn 說山訓 (Discorso sulle montagne)
- XVII: Shuōlín Xùn 說林訓 (Discorso sulle foreste)
- XVIII: Rénjiān Xùn 人間訓 (Il mondo degli uomini)
- XIX: Xiūwù Xùn 脩務訓 (La necessità dell'istruzione)
- XX: Tàizú Xùn 泰族訓 (La grande riunione)
- XXI: Yàolüè 要略 (Riassunto dell'essenziale)

## Tematiche principali
Il Huainanzi affronta una vasta gamma di argomenti, tra cui:
- Cosmologia: Il Dao (道, "Via") è descritto come il principio primordiale e informale che precede il caos (hundun, 混沌) e da cui nascono l'universo, il qi (氣, energia materiale) e le forze yin-yang, responsabili della creazione e trasformazione del mondo naturale [1][2][3].
- Governance: L'opera esplora i principi del buon governo, combinando il concetto taoista di wuwei (non-azione) con le virtù confuciane di umanità (ren) e giustizia (yi) [1][2]. Un sovrano ideale deve coltivare la propria natura e governare in armonia con le leggi naturali, soddisfacendo i bisogni del popolo senza sfruttarlo [2].
- Etica e auto-coltivazione: La trasformazione personale è fondamentale per il governante, che deve eliminare desideri e passioni e perseguire un’educazione basata sulla moderazione e sull’osservazione della natura [2].
- Mitologia e folclore: Il testo include numerosi miti e leggende, come la riparazione del cielo da parte di Nü Wa, la discesa di Hou Yi per abbattere i soli in eccesso e la leggenda di Chang’e che ascende alla luna [2].

## Influenza e contributi filosofici
Il Huainanzi è profondamente influenzato dai classici taoisti, come il Daodejing e lo Zhuangzi, ma si distingue per la sua elaborata cosmologia e per il tentativo di integrare idee di scuole filosofiche diverse . È considerato un ponte tra il pensiero taoista tradizionale e lo sviluppo successivo del taoismo religioso e del neo-taoismo .
L'opera sottolinea il concetto di armonia cosmica e la centralità del sovrano come custode dell'ordine universale . 
Allo stesso tempo, promuove un approccio razionale alla metafisica e alla governance, anticipando il pragmatismo del pensiero legista . 
Sebbene il testo sia sopravvissuto solo parzialmente, il Huainanzi è una fonte fondamentale per comprendere il pensiero filosofico e scientifico dell'antica Cina. I capitoli perduti, che includevano materiali sulle arti magiche, rendono incompleta la nostra comprensione dell'opera originale 

## Edizioni e commentari
Numerosi studiosi hanno prodotto commentari sull'opera, tra cui Gao You (II secolo d.C.) e autori successivi come Liu Wendian, che ha curato una versione annotata nel 1923 . Il Huainanzi è incluso in collezioni importanti come il Daozang (Canone Taoista) e lo Siku Quanshu .

## Traduzioni
Il Huainanzi è stato parzialmente tradotto in lingue occidentali, con opere di studiosi come John S. Major, Harold D. Roth e Charles Le Blanc, che hanno analizzato diversi capitoli e temi del testo .